# 신여량 장군 정려
신여량 장군 정려(申汝樑 將軍 旌閭)는 대한민국 전라남도 고흥군 동강면 마륜리에 있는, 임진왜란 때 순국한 신여량(1564∼1593) 장군의 충절을 기리기 위해 세운 정려이다. 1987년 6월 1일 전라남도의 기념물 제111호로 지정되었다.

## 개요
정려란 나라에서 충신·효자·열녀를 칭찬하여 그들이 살던 마을의 입구에 세우던 문이나 비(碑)로 이것은 임진왜란 때 순국한 신여량(1564∼1593) 장군의 충절을 기리기 위해 세운 것이다.
신여량 장군은 16년(1583) 과거에 급제한 뒤 선전관 등 여러 벼슬을 거쳐 선조 25년(1592) 임진왜란이 일어나자 임금님을 의주까지 호송하였다. 그 뒤 권률 장군의 부장이 되어 행주산성싸움에서 큰 공을 세웠으며 통영에서 수군을 지휘하여 왜군의 배를 크게 무찔러 수군절도사가 되었다. 이순신 장군과 당포싸움을 대승으로 이끌었으나 선조 26년(1593) 벽파진전투에서 아쉽게 적의 탄환을 맞아 전사하였다.

## 같이 보기
- 신여량

## 참고 문헌
- 신여량장군정려 - 국가유산청 국가유산포털